# Église Sainte-Marie de Rochester
Pour les articles homonymes, voir Église Sainte-Marie.
L'église Sainte-Marie (St. Mary's Church) est une église catholique de Rochester aux États-Unis dans l'État de New York. Elle dépend du diocèse de Rochester. 

## Histoire et description

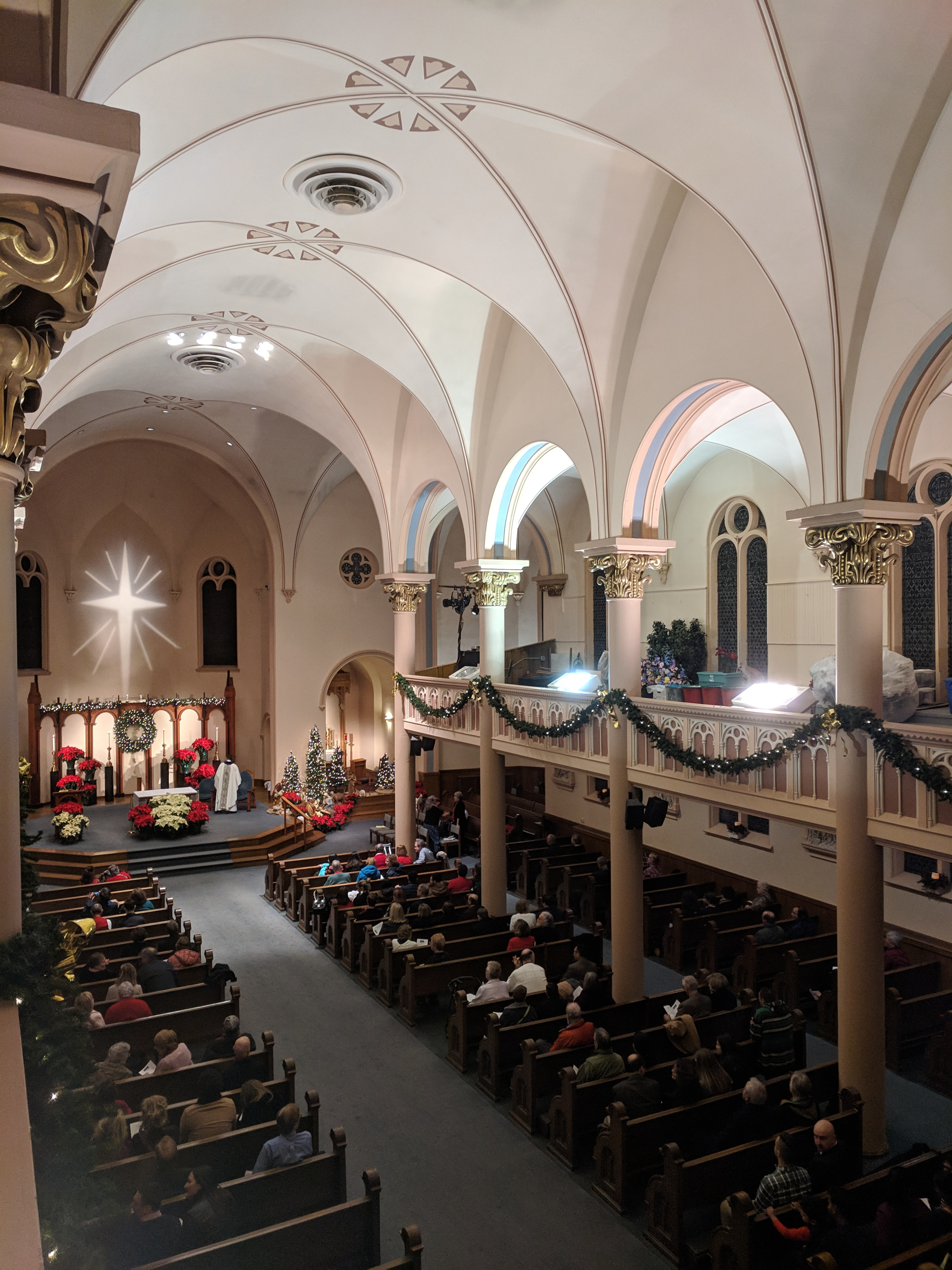
Nef

La paroisse Sainte-Marie est érigée en 1834. C'est donc la deuxième paroisse la plus ancienne après celle de Saint-Patrick (1823), fermée en 1979. La première pierre
de l'église actuelle est bénie le 18 septembre 1853 par l'évêque de Buffalo, Mgr Timon (le diocèse de Rochester est fondé en 1868). L'édifice en forme de  croix latine reçoit sa dédicace le 24 octobre 1858. L'architecte en est inconnu, mais on note l'influence de Richard Upjohn et d'autres architectes d'églises de l'époque.
Elle est de style néo-roman, en briques rouges, avec à l'intérieur des éléments éclectiques (colonnes corinthiennes soutenant les tribunes latérales). Les vitraux de la nef dépeignent les litanies de la Vierge et ont été installés en 1947.
Le presbytère de briques actuel date de 1905, remplaçant une construction plus ancienne.
La flèche et le beffroi, dessinés par Richard B. Arnold, ont été ajoutés en 1939-1940 et une tour avec chambre de cloches a été construite juste à temps pour que les cloches jouent à la Noël 1939. La tour Nord aurait dû être coiffée d'une flèche, mais des difficultés financières l'en ont empêchée. L'intérieur a été dépouillé de son mobilier original (sauf les bancs), et le maître-autel a disparu selon une interprétation radicale des prescriptions post-conciliaires. De même, le portail central de la façade Ouest (éclairée par une grande rosace) a été muré, l'entrée se faisant désormais par une petite porte vitrée avec passerelle pour personnes à mobilité réduite à l'angle Sud-Ouest. La croix dorée de la flèche a été installée en juin 2018, après que l'originale est tombée au cours d'une tempête en 2017.
L'église et son presbytère ont été ajoutés au Registre national des lieux historiques, le 12 mars 1992.